# تشارلز أفيري
تشارلز أفيري (بالإنجليزية:Charles Avery) (مواليد 28 مايو 1873 - وفيات 23 يوليو 1926). ممثل في الأفلام الصامته ومخرج وكاتب سيناريو أمريكي .

## روابط خارجية
- تشارلز أفيري على موقع IMDb (الإنجليزية)
- تشارلز أفيري على موقع أول موفي (الإنجليزية)
- تشارلز أفيري على موقع قاعدة بيانات برودواي على الإنترنت (الإنجليزية)
- تشارلز أفيري على موقع قاعدة بيانات الأفلام السويدية (السويدية)
- تشارلز أفيري على موقع قاعدة بيانات الفيلم (الإنجليزية)
- تشارلز أفيري على موقع كينوبويسك (الروسية)
- تشارلز أفيري على موقع فايند أغريف